# 蘇聯教育
苏联的教育模式运行在高度集中的政府系统上，它的优点是可以确保所有公民接受教育后就可以获得就业。

## 历史
在俄罗斯帝国，根据1897年的人口普查，接受教育的人口占了28.4％。妇女识字率只有13％。到了1916年，总人口的识字率约为56％。
在布尔什维克革命之后，被占领的教会学校留下了很多的教育设施。1918年1月20日，苏俄人民委员会颁发了由列宁签署的教会跟国家分离和学校跟教会分离的命令。
1918年10月16日正式公布了新政权的第一个教育法则：《俄罗斯苏维埃联邦社会主义共和国统一劳动学校规程》。《规程》规定，苏俄的普通学校一律叫某某统一劳动学校。被分成了两个标准：第一类从8岁至13岁；而第二类从14岁至17岁。在1919年的第8届党代表大会上，创建社会主义新教育系统成为了苏联政府的首要任务。之后苏俄的办学方针有着许多剧烈的变化。
由于俄国内战和战时共产主义政策的实施，严重破坏了苏俄经济发展，进而导致在学校和在校学生的数量急剧下降。在1914年，有91％的儿童在学校接受了教育，到1918年数字下降至62％，1919年为49％，1920年为24.9％。由此，文盲率迅速增长。1919年12月26日颁布了由列宁签署的扫除文盲的法令，规定：8岁至50岁的共和国公民，均应（按本人志愿学会本族语或俄语）识字。1920年12月31日至1921年1月4日俄共（布）召开的关于国民教育问题的党的会议上，讨论并制定了新学制：普通学校（即中小学）的学制基本上改成7年，高等学校一般是3年，工厂办七年制工人青年学校、艺徒学校和农村办农村青年学校等。
1921年初，苏俄教育人民委员部通过了《改组第二级学校的条例》，实施4-3-2分段的九年制普通教育与中等技术教育。
1929年2月5日苏联人民委员会决定第二级普通教育学校增加第十年级（完全中学共有10个年级）。1929年起，把原来由教育人民委员部管辖的高等专业学校和各种中等技术学校，接其专业性质分别转归各有关人民委员部管辖，大学、师范学院、中等师范学校和各级普通教育学校仍由教育人民委员部统一管理。
1930年8月14日苏联中央执行委员会和苏联人民委员会发布《关于普及初等义务教育的决定》的法令，规定所有适龄儿童从1931年9月起都要进人初等学校受四年的初等普及义务教育；从1935年起，城市、工人区普遍实施七年制义务教育；1937年起，农村地区的儿童也都在四年小学教育基础上继续七年义务教育。但由于第二次世界大战爆发，直到1949年才着手开始普遍实施七年制普及义务教育和在城市、村镇开始实施十年制的普及义务教育。1940—1941学年初的统计，苏联的高等学校数已达817所，在校大学生总数达到81万余名。1951年在莫斯科正式开办了国立函授师范学院。1952年起逐步把中等师范学校升格为高等师范学校、师范学院。
1958年12月2日，苏联最高苏维埃主席团审议通过了《关于加强学校同生活的联系和进一步发展全国国民教育制度的法律》，确定了1958-1964年教育改革的内容。实行八年制普及义务教育以代替七年制普及义务教育；把十年制的普通教育改为十一年制，多出的一年加在不完全中学阶段，最后的三年通过青年工人学校、农村青年学校、兼施生产教学的劳动结合技术普通中学、中等技术学校、中等职业学校等完成。高等学校招生对象，即逐步减少录取应届普通中学毕业生，相应增加优先录取具有工龄的工农兵学员，其比率为招收80%具有工龄的工农兵学员，应届中学毕业生只能录取20%。从1959年开始，所有全日制大学和高等学校都要同时开办夜大和函授大学，以满足大批青年接受高等教育的需要。
1964年8月10日，苏共中央和苏联部长会议通过了《关于改变兼施生产教学的劳动结合技术普通中学的学习期限的决定》，学制由3年改为2年。
1969年，初等学校四年制改为三年制。
1984年4月，通过了《普通学校和职业学校改革的基本方针》，儿童七岁入学向六岁入学过渡，初等学校由三年向四年过渡。一至四年级为小学，五至九年级为不完全中学（即九年制学校），十至十一年级为中等学校（包括普通中学、中等职业技术学校和中等专业学校，这三种学校都有普通教育、职业训练和劳动训练，当然分量比例和时间安排有所不同）。中等职业技术学校，招收不完全中学毕业生，修业3～4年，培养有高度熟练技巧的工人，同时接受完全中等教育。中等专业学校，招收完全中学毕业生，修业1～2年，培养掌握复杂技能的工人和初级技术员。
1982年全国有高等学校891所，学生528万人，教师51.5万人。

## 分类及术语
苏联的教育系统被分成三个级别，这些级别的名称被用以评价人在学校的教育标准。为避免分歧，每个专业或学校都使用标准的术語，即使是军事、警察、KGB和党的学校也根据这些术语来分级。
小学被称为初级（俄语：начальное），包括4个（后来改为3个）年级。中学包括7个后来改为8个年级, 分为“完全中学”与“不完全中学”（俄语：неполное среднее образование）。从1958年-1963年，中学教育成为义务教育，对于文化程度低的成年人通过夜校也可取得10年级（对于波罗的海地区是11年级）中等教育（俄语：среднее образование）。 

职业教育，包括中等军事学校，组成了“中等专门教育”（俄语：среднее специальное），以培养有资质的工人、技师或基层官员。小学毕业后完成职业教育，并不能得到完全中等教育学历。在8-10年级后也可转入职业教育。 
“高等”（俄语：высшее）教育机构包括授予学位的大学、学院（institute）与军事学院（俄语：Академия）。学院一般是部属高校，从事某一专门技术领域。医学院、师范学院、建筑与交通类学院数量众多。大学与学院合称高等教育机构（ВУЗ – высшее учебное заведение）。 升学进入高校，前提是必须具有完全中等教育文凭（аттестат зрелости）或在职业中等学校等效的文凭。
一些军事或警察院校（俄语：высшее училище/школа）同属于高等教育机构。但苏联一些军事学院并不授予学位，属于对有资历军官的继续教育。例如，伏龙芝军事学院招收营级军官，三年学制毕业后任命为团参谋长或团长。